# Полсбо (Вашингтон)
Полсбо (енгл. Poulsbo) град је у америчкој савезној држави Вашингтон. По попису становништва из 2010. у њему је живело 9.200 становника.

## Демографија
Према попису становништва из 2010. у граду је живело 9.200 становника, што је 2.387 (35,0%) становника више него 2000. године.
| Група             | 2000.         | 2010.         |
| Белци             | 5.849 (85,9%) | 7.203 (78,3%) |
| Афроамериканци    | 69 (1,0%)     | 103 (1,1%)    |
| Азијати           | 204 (3,0%)    | 527 (5,7%)    |
| Хиспаноамериканци | 330 (4,8%)    | 844 (9,2%)    |
| Укупно            | 6.813         | 9.200         |